# Derris amoena
Derris amoena är en ärtväxtart som beskrevs av George Bentham. Derris amoena ingår i släktet Derris och familjen ärtväxter. Utöver nominatformen finns också underarten D. a. amoena.